# 高孝瑜
高 孝瑜（こう こうゆ、537年 - 563年）は、中国の北斉の皇族。河南康舒王。高澄の長男。母は宋氏。字は正徳。

## 経歴
はじめ河南郡公に封ぜられた。天保元年（550年）5月に北斉が建てられると、7月に孝瑜は河南郡王に進んだ。中書令・司州牧を歴任した。
高歓に養育され、叔父の高湛と同年で仲が良かった。560年、楊愔らの処断にあたって、孝瑜はその計画に加担した。高湛（武成帝）が即位すると、特に高い礼遇を受けた。武成帝が晋陽にいたとき、「わたしが汾清の2杯を飲むときには、おまえは鄴で両杯を酌してくれ」と勅し、その親愛ぶりはこのようなものであった。孝瑜は容貌魁偉で、態度は慎み深く寛容であり、文学を愛し、読書は早く、10行を一度に読んで間違いがなかった。高澄が鄴の東に遊覧のための山や池を作ったとき、人々はこれをうらやんだ。そこで孝瑜は邸に水堂・龍舟を作り、旗と矛を舟上に立てて、弟たちを集め、宴会と弓射を楽しんだ。武成帝は孝瑜の邸に幸して、これを見て喜んだ。このため貴賎がこぞって真似をするようになり、造園の娯楽が流行した。
武成帝はよく和士開に胡皇后を護衛させていた。孝瑜は「皇后は天下の母ですから、臣下と手を接してはいけません」と諫めた。武成帝はこれを聞き入れた。孝瑜はまた、「趙郡王高叡の父の高琛は非命に斃れました。趙郡王と親しくしてはいけません」と武成帝に言った。このため高叡と和士開は孝瑜を憎んだ。和士開はひそかに孝瑜の驕り高ぶりを告げ、高叡は「山東では河南王のことを聞いて、陛下のことを聞きません」といった。こうして武成帝は孝瑜を嫌うようになった。武成帝の御女（身分の低い妃嬪）で爾朱摩女という者がおり、もとは太后に仕えていたが、孝瑜は彼女と密通していた。太子の婚儀の夜に孝瑜がこのことを話すと、武成帝は激怒して、孝瑜に酒37杯を飲ませた。そして婁子彦に命じ、酔ってふくれあがった孝瑜を車に乗せ、毒を飲ませた。孝瑜は西華門で苦しみだし、水に身を投げて絶命した。太尉・録尚書事の位を追贈された。

## 家族
子の高弘節が孝瑜の跡を嗣いだ。
孝瑜の母の宋氏は、北魏の吏部尚書宋弁の孫で、もとは潁川王元斌之の妃であった。534年に元斌之は南朝梁へ逃がれ、妻の宋氏は高澄と再婚して孝瑜を産み、孝瑜が邸に帰ると太妃となった。
孝瑜の妃の盧氏は、盧正山の娘で、武成帝の胡皇后の内姉であった。孝瑜が死去した後、宋太妃は盧妃に讒訴されて、武成帝に殺された。

## 伝記資料
- 『北斉書』巻11 列伝第3
- 『北史』巻52 列伝第40